# Осман Пазвантоглу
Осман Пазвантоглу е османски дерибей, който управлява самостоятелно областта около Видин от 1795 до смъртта си през 1807 година. Смятан е за най-значимия управител на Видинската област през периода на османското владичество преди Мидхат паша.

## Произход и ранни години
Сведенията за произхода и ранните години на Осман Пазвантоглу са ограничени и идват главно от сравнително късни източници. Според френския офицер Мериаж, посетил Видин малко след смъртта на Пазвантоглу, той бил роден през 1758 година, а родителите му били приели исляма бошняци от Тузла. Сръбският историк Стоян Новакович дори смята, че семейството поддържало връзки със свои тузленски роднини християни. Българската историчка Вера Мутафчиева подлага на съмнение скорошното установяване на семейството във Видин, сочейки значителните им имоти в региона и множеството роднински и делови връзки с представители на местния елит.
Известно е, че дядото на Осман, Ибрахим, бил стражар в София и оттам произлиза фамилното им име – от тур pasban-oğlu – „син на стражар“. Бащата на Осман, Йомер Пазвантоглу, се заселил във Видин през 1739 г. и бил виден еничар. Съгласно документ от 1764 година той бил ага на 31-ва еничарска орта. През същата 1764 г. обаче по някаква причина той бил изселен от Видин заедно със семейството си и преместен в Белград. Възможно е причината да е била подготовката на бунт срещу султанската власт, от която предвид големите си богатства и влияние Йомер се стремил да се откъсне. Така или иначе Йомер възложил управлението на значителните си имоти (воденици, чифлици и цели села) на друг еничар, Вели Юсуф.
Какво точно се случило със семейството през следващите години не е известно, но към 1775 г. се завърнали във Видин и през 1787 г. Йомер отново бил ага на 31-ва еничарска орта.

## Първи бунтове и обсада на Видин
От 1787 година е известна заповед от командването на Еничарския корпус до комендантите на Видин и Белград за арестуване на деветима еничари, включително водачите им Йомер и Осман Пазвантоглу, заради подготвян от тях еничарски бунт. Йомер е осъден и екзекутиран, а на 5 юни 1788 година имуществото му е разпродадено за дългове – изглежда става дума за фиктивни сделки, целящи да се избегне конфискация от държавата, тъй като основните купувачи са членове на семейството, включително Осман. Във Видин са изпратени представители на централните власти и през следващите месеци умират няколко свързани със семейството местни първенци, включително Вели Юсуф беше. Самият Осман Пазвантоглу изглежда успява да избяга от града, въпреки изричните заповеди за екзекуцията му.
През следващите няколко години сведенията за Осман Пазвантоглу са свързани главно с различни сделки, за които са запазени документи във видинските архиви. Така през 1792 година той купува два чифлика и голяма градина и откупува джизието на циганите в санджака. Междувременно, с края на Австро-турската война от 1787 – 1791 година и изтеглянето на османската армия от района централното правителство до голяма степен губи контрол над Видин, където се укриват множество търсени от властите хора, като аяните Исмаил Тръстениклиоглу от Русе и Кючук Хасан от Севлиево. Султанската заповед за изселване на еничарите от граничните крепости предизвиква масов еничарски бунт в Белград и много от водачите му намират убежище във Видин.
На 8 май 1792 година Осман Пазвантоглу, подкрепян от видински и белградски еничари, напада с пехота и артилерия видинската крепост и конака на управителя Изет Ахмед паша. Опитът е неуспешен и участниците са осъдени на заточение, но през декември са помилвани, тъй като властите не могат да изпълнят присъдата. В началото на 1793 година Пазвантоглу изпраща подкрепления на въстаналите белградски еничари – свои войници от Видинско и стотици мобилизирани селяни от Зайчарско – които участват в настъпление в Поморавието и превземането на Пожаревац.
Изпратеният на 26 май 1793 година във Видин нов ага на еничарите Мухиеддин получава от правителството указания да организира тайно убийството на Осман Пазвантоглу, но те стават известни в града и опитът за отстраняването му остава нереализиран. Малко след това нов пратеник на правителството, Ибрахим, пристига във Видин със заповед за залавянето и съденето на Осман, но той се позовава на помилването от декември и местните власти отказват да го арестуват. По тази причина султан Селим III издава нов ферман за екзекутирането му, но сега Ибрахим установява, че Пазваноглу се е укрил. Султански ферман от 11 юли нарежда на гарнизона да претърсва областта, за да го залови. На 3 август видни видински еничари изпращат петиция той да не бъде съден, тъй като е оклеветен. В отговор Високата порта изпраща нов пратеник, Колчак Мустафа ага, който потвърждава, че Осман Пазвантоглу е мирен и заповедите за екзекутирането му са отменени. Помилвани са и редица видни белградски еничари, осъдени на затвор, които по-късно са сред близките му сподвижници.
Тези усилия на правителството да отстрани Осман Пазвантоглу през цялата 1793 година не засягат обичайната му делова дейност и в регистрите са запазени свидетелства за негови сделки с недвижими имоти. Същевременно Видинско се превръща в база на бившите белградски еничари, начело с Кара Хасан, които оттам извършват набези към Пожаревацко и Берковско, а това принуждава властите да въоръжат местното население, включително християните. Към края на годината най-северозападният град, в който османското правителство има сигурен контрол, остава Ниш. По това време Високата порта обявява всеобща амнистия за бунтовниците в Румелия, може би за да се фокусира върху Пазвантоглу, който става най-влиятелният сред тях.
Според сведенията на Мериаж Осман Пазвантоглу открито взима властта във Видин през 1794 година – с хиляда войници той прониква в крепостта и принуждава коменданта Али паша да го назначи за назър, след което избива противниците си в местните власти и ги заменя със свои приближени.
Още в началото на своето управление във Видин Осман Пазвантоглу поставя началото на активно сътрудничество с кърджалиите, действащи в останалите части на Румелия. Когато са поставени под натиск, те се оттеглят към Видин, където пренасят заграбеното при походите им имущество и възстановяват силите си. Самият Пазвантоглу изглежда получава дял от плячката им, който става основа на пословичното му богатство – със свои средства той спокойно издържа десетхилядна армия и финансира обществени строежи в града. Същевременно той не допуска грабежи на кърджалиите в своите владения – така в началото на 1794 година 600 кърджалии, водени от Кючюк Сюлейман, след като грабят в Плевенско и Ловешко, навлизат в Берковско, където са нападнати от видински еничари и дават около 100 жертви.
Малко след като става назър на Видин Осман Пазвантоглу изгонва от града мухафъза Али паша. На негово място е назначен санджакбеят на Босна, но Пазвантоглу организира убийството на двамата му сина, след което изпраща войска да го пресрещне по пътя за Видин и да го убие. На 16 юни 1795 година еничари с подкрепления от Пазвантоглу правят опит да превземат Белград, като само вътрешната крепост успява да удържи нападението. В отговор правителството се опитва да мобилизира войски и да организира поход срещу Видин. В някои източници се говори за обсада на града от септември, но изглежда става дума за разполагане на малобройни проправителствени части в различни селища из Видинско, тъй като подразделения на Пазвантоглу се сблъскват с правителствени части чак в Медковец, а пратки с провизии достигат до Плевен, контролиран от негови привърженици. През февруари 1796 година властите се отказват от настъплението и отново амнистират Пазвантоглу.
След поредната амнистия на Пазвантоглу властите правят нов опит за ликвидиране на кърджалийството в Тракия, като много кърджалии се прехвърлят на север от Стара планина. Пазвантоглу, вече назначен за видински еничарски ага, изглежда запазва неутралитет, като новият мухафъз на Видин Абди паша набира 3 хиляди войници в областта и ги изпраща срещу кърджалиите на изток, но правителствени доклади свързват с Пазвантоглу действията на кърджалии чак до Добричко, включително превземането на Търново през февруари 1797 година.
През март 1797 година Осман Пазвантоглу превзема и разграбва Никопол, основната османска крепост в Северна България, като издава прокламация, с която се обявява за защитник на османските традиции от корумпираната власт и реформите по европейски образец и заплашва да се яви със стохилядна армия в Константинопол. Макар да изоставя Никопол, Пазвантоглу поставя под свой контрол територията до Габрово, Търново и Свищов, като освен кърджалии към него доброволно се присъединяват множество селища, привличани от по-ниските данъци и по-толерантното отношение към християните.
През май 1797 година, с посредничеството на влашкия княз Александър Ипсиланти Стари, Пазвантоглу отново е помилван, публично се дистанцира от кърджалиите в централна Северна България и през лятото дори получава нареждания да снабдява с провизии правителствените части, воюващи срещу тях. В действителност той продължава да поддържа връзките си с кърджалиите, докато лавира между враждебно настроените един спрямо друг бейлербеи на Румелия и Анадола Хаджи Мустафа паша и Ало паша. През октомври правителството обявява нова амнистия на кърджалиите, а малко по-късно връща Али паша и войските му в Анадола. Непосредствено след това Пазвантоглу отново превзема Никопол без да срещне съпротива, след което с части, водени от Кара Мустафа, настъпва на изток към Русе, контролиран от Исмаил Тръстениклиоглу, и Букурещ.
Нападението на Осман Пазвантоглу във Влашко, откъдето получава значителни контрибуции, предизвиква паника в правителството в Константинопол, което по това време заседава почти ежедневно във връзка с неговите действия. На Хаджи Мустафа паша е възложено набирането на голяма вайска за поход срещу Видин, като специални мерки се взимат за предотвратяване на преминаването на кърджалии и албански наемници на север от Стара планина. За пръв път от началото на размириците на Балканите султанът изисква от шейх юл-исляма издаването на четири фетви в края на ноември, обявяващи джихад срещу Пазвантоглу. Еничарите и населението в цяла Румелия са призовани да декларират лоялност към правителството.
В началото на декември Пазвантоглу изпраща в Константинопол пратеник, който започва преговори с властите той да остане управител на Видин, като получи най-висшия военно-административен чин в империята – „паша с три конски опашки“. Няколко дни по-късно правителството прекъсва преговорите и екзекутира пратеника. То подготвя голям поход, мобилизирайки 80 хиляди души от всички краища на Балканите и дори от източен Анадол. Мащабът на подготовката е толкова голям, че се налага да се убеждават съседните държави в мирните намерения на султана спрямо тях. Същевременно Осман Пазвантоглу продължава да контролира голяма част от Северна България, а негови части извършват нападения срещу Пирот и София, достигат околностите на Варна и обсаждат Русе.
Големият поход започва в началото на 1798 година, като в отговор Пазвантоглу концентрира войските си към Видин – вдигната е обсадата на Русе и е изоставена София. Същевременно той прави нови опити да превземе Белград, като австрийците заплашват да използват флота си срещу него. През март силистренския валия Гюрджи Осман паша превзема Никопол, но при Видин Пазвантоглу отблъсква значителни сили на Али Тепеделенли, който води двойствена политика – участва със значителни сили в правителствената войска, но поддържа активни контакти с Пазвантоглу. По същото време Пазвантоглу обвинява влашкия войвода Константин Ханджери за смъртта на своя пратеник в Константинопол и започва нов поход във Влашко, предизвикал бежанска вълна в Олтения.
Армията на Пазвантоглу е съставена от еничари от Видин и Източна Сърбия, но най-вече от кърджалии. Сред тях има и много християни, като Корчо войвода и Кондо войвода, които са българи от Македония, и Велко войвода.
Правителството успява да обсади Видин към края на май или началото на юни 1798 година, когато там пристига речен флот и командващия цялата кампания, капудан пашата и зет на султана Кючюк Хюсеин паша. В обсадата участват около 70 хиляди души, като артилерийският обстрел на града започва в началото на май и правителствените части успяват да овладеят два външни форта, давайки 2400 жертви. На 20 май (според други източници – на 1 юни) Хюсеин паша започва масиран щурм на града, но войските му се разбягват и при преследването им от бунтовниците претърпяват хилядни загуби. Същата нощ гарнизонът на Калафат нанася тежки щети на правителствения флот. Провалът на нападението е приписан на румелийския бейлербей Хаджи Мустафа паша, който малко по-късно е отстранен от поста и изпратен в заточение.
От края на юли 1798 година Осман Пазвантоглу започва непрекъснати нападения от Видин срещу обсаждащите го армии, като разпръсква отделни подразделения и отвежда обозите им в крепостта. Малко след това Али Тепеделенли изцяло изоставя обсадата и се връща в Албания, позовавайки се на опасност от френско нападение там след началото на Египетската кампания. В самия обсаден Видин възниква недоволство на гражданите, оглавено от номиналния комендант на града Хаджи Хапти паша, но той е убит от приближения на Пазвантоглу Идрис Молла и бунтът е пресечен в зародиш.
Наближаването на зимата поставя и двете страни на обсадата в затруднено положение. В нощта срещу Димитровден 800 конници на Пазвантоглу нападат лагера на Кючюк Хюсеин паша. В създалото се объркване започва тежък сблъсък между самите обсаждащи – части на Кючюк Хюсеин паша се бият с войници на Али паша, претърпявайки значителни загуби. Още същата сутрин Хюсеин паша вдига обсадата на Видин и правителствените войски се оттеглят към околните градове Ниш, Белоградчик, Берковица, Лом и Оряхово, като за провала е обвинен и екзекутиран Ало паша.
Въпреки провала на обсадата на Видин, Осман Пазвантоглу не успява да предприеме контранастъпление, тъй като евентуални негови действия са блокирани от Хабсбургската монархия и Русия. Хабсбургите разполагат свои войски в Земун, а Русия влиза в открит съюз с Османската империя и концентрира военни части по река Днестър в готовност за настъпление към Видин. През януари 1799 година руски дипломати се срещат с Пазвантоглу и му поставят ултиматум да прекрати набезите си във Влашко – искане, с което той за известно време се съобразява, въпреки голямото значение на тези походи за финансирането му и за поддържането на по-ниски данъци в Северна България. Пазвантоглу търси външна подкрепа от Франция, но не успява да постигне формален съюз или да получи някаква практическа помощ.

## Управител на Видин
Между февруари и юли 1799 година правителството води преговори с Осман Пазвантоглу за неговото помилване, като му предлага званието паша и постове в различни части на империята. В крайна сметка той успява да получи най-висшето звание паша с три конски опашки и официално назначение за управител на Видинския пашалък. През следващите месеци ремонтира пострадалата от обсадата крепост и усилено се снабдява с оръжие и боеприпаси. Същевременно отново влиза в локални сблъсъци с Тръстениклиоглу и подкрепя активно, включително с военни подкрепления, неговите съперници в Делиормана и Добруджа.
В началото на 1800 година Пазвантоглу е посетен от върбишкия дерибей Чингиз Мехмед Герай и, според предадени от Софроний Врачански слухове, двамата се споразумяват да предявят претенциите на Гераите за наследство на Османовата династия, като Чингиз Герай стане султан, а Осман Пазвантоглу негов везир. През следващите месеци подчинени и съюзници на Пазвантоглу завземат Търново и част от Поморавието, обсаждат Шумен и Никопол и заплашват Ниш.
През август 1800 година османското правителство обявява шумно началото на нов поход срещу Пазвантоглу, но до практически действия почти не се стига. Влашкият княз Александър Мурузи започва мобилизация в Олтения, в отговор на което от Видин организират нападения по отсрещния бряг на Дунав, а съюзниците на Пазвантоглу неутрализират Тръстениклиоглу, като се активизират в подчинения му район на Нови пазар и Козлуджа. През август правителствените войски правят опит да завземат Плевен, но са отблъснати, а в края на септември успяват да си върнат завзетия през предишния месец Никопол. През октомври и ноември Пазвантоглу организира кърджалийски поход към Тракия, който е оглавяван от Кара Фейзи и стига до Одрин, разпръсквайки всички изпратени срещу него правителствени части.
Между 1800 и 1803 година като православен архиерей във Видин служи Софроний Врачански. Епископ на Враца, напуснал епархията си заради размириците, той идва във Видин, тъй като кандидатът на Пазвантоглу за видински епископ и негов приближен Калиник дълго време не е официално ръкоположен.
През зимата на 1800 – 1801 година Пазвантоглу отново е подложен на натиск от руска страна, заради действията си в Олтения. Писма от Пазвантоглу, Чингиз Герай и епископ Калиник Видински до руското консулство в Букурещ обясняват присъствието на видински войски с наложената от османските власти търговска блокада и предлагат изтеглянето на войските на двете страни от Олтения. Те се застъпват и за видинския търговец Недялко Попович, съветник на Пазвантоглу и руски поданик, който изнася от Влашко провизии за Видин. Междувременно император Павел I сформира специален военен корпус и предлага на османските власти военна интервенция за потушаване на бунтовете в Северна България, но султан Селим III отхвърля предложението. Под заплахата от руска военна намеса, Пазвантоглу се изтегля от източните части на Олтения, въпреки че в района започват селски бунтове в негова подкрепа.
Завърналите се от Олтения части Пазвантоглу изпраща на запад и юг – през февруари и март 1801 година завзема Берковско, Кладово и Неготин, заплашва Ниш, а свързани с него кърджалийски групи контролират цялата област между Ниш и София. През май османското правителство официално отнема титлата му на паша.
През есента на 1801 година Осман Пазвантоглу изпраща своя дипломатическа мисия във Франция, включваща Недялко Попович и живеещия във Виена гръцки духовник Полисой Кондон. Те са приети от външния министър Шарл Морис дьо Талейран и му предлагат военно-политически съюз срещу признаване на самостоятелна област под управлението на Пазвантоглу и Чингиз Герай. Мисията им не постига успех, тъй като по това време Франция вече води преговори за мир с Османската империя.
В началото на 1802 година османските власти водят преговори с австрийски представители Пазвантоглу да бъде убеден да се оттегли доброволно на хабсбургска територия с имуществото и приближените си. По това време във Видин пристига австриецът Фон Хьониг, който помага за подобряване на укрепленията, а военачалникът на Пазвантоглу Манаф Ибрахим отново напада Влашко, което прекъсва преговорите между двете страни. През август Пазвантоглу приема поредна амнистия от османското правителство.
През февруари 1802 година войска на влашкия княз Михай Суцу пресича Дунав и отблъсква части на Пазвантоглу от Кладово и Неготин. В отговор той напада Олтения, но е отблъснат с чувствителни загуби. Това предизвиква по-добре подготвен поход, оглавен от Манаф Ибрахим, който започва през април и поставя цялата територия на Влашко на запад от Олт под контрола на Пазвантоглу. Настъплението предизвиква паника и бежанска вълна, като самата столица Букурещ е изоставена от княза и голяма част от населението. Пазвантоглу обаче се споразумява с Русия да не пресича Олт, в замяна на което през август за пореден път е амнистиран от османските власти и титлите му са официално възстановени.
През есента на 1802 година султанът издава официална заповед за разпускане на войските си по Дунав, с което на практика изоставя територията между реката и Стара планина, която през следващите няколко години остава поделена между Осман Пазвантоглу на запад и Исмаил Тръстениклиоглу на изток. По това време двамата започват активни военни действия, оспорвайки си контрола над Търновско.
През януари 1803 година Манаф Ибрахим оглавява нов поход във Влашко, събирайки значителни количества пари и провизии, които изпраща във вече трайно контролирания от Пазвантоглу Никопол. През април той се изтегля по руско настояване, но скоро става ясно, че Русия няма да се намеси с военни средства, за да не създаде прецедент, който да позволи на Франция да окупира също обхваната от анархия Морея. Още през април Манаф Ибрахим отново е във Влашко, воювайки сатамошните части на Тръстениклиоглу, след което изненадващо превзема Тутракан, свързвайки се с отдавнашния съюзник на Пазвантоглу, силистренския аян Сюлейман Йълъкоглу. Не след дълго Манаф Ибрахим и Йълъкоглу влизат в конфликт и Манаф Ибрахим се предава с войските си на обсаждащия го военачалник на Тръстениклиоглу Мустафа Байрактар. Ибрахим е приет от Тръстениклиоглу, но към края на годината е убит по негова заповед и главата му е изпратена в Константинопол.
1804 година поставя началото на поредица неуспехи на Осман Пазвантоглу. Поражението и смъртта на Махаф Ибрахим е последвано от ефективното ограничаване на кърджалийството в Тракия от местните аяни и изглежда от разрив в отношенията на Пазвантоглу с най-известния кърджалийски предводител Кара Фейзи.
Коренен обрат в обстановката в региона предизвиква започналото през февруари 1804 година Първо сръбско въстание, повод за което стават своеволията на няколко бивши белградски еничари, съюзници на Пазвантоглу. Той не бърза да им окаже подкрепа, но изпраща към Белград хиляда войници, начело с Гушанцалъ Халил, но източниците не са единодушни коя страна в конфликта поддържат те. Същевременно той прави значителни отстъпки на християнските си поданици, като им осигурява местно самоуправление, гарантира им запазването на размера на данъците и подкрепя строителството на църкви. През цялата 1805 година Гушанцалъ Халил воюва в Сърбия съвместно с въстаниците на Караджордже Петрович срещу правителствените войски, а Пазвантоглу издава прокламации приветстващи сръбските успехи.
Въпреки усилията на Пазвантоглу да задържи подкрепата на християнските си поданици, напрежението изглежда нараства и много християни, включително участници в контингента на Гушанцалъ Халил преминават във войските на Караджордже. Самият Пазвантоглу внезапно разрушава установилото се равновесие, като на 16 януари 1806 година обвинява в заговор в подкрепа на Сръбското въстание група видински християнски първенци, сред които и митрополит Калиник, и ги екзекутира в църквата „Света Петка“.
Осман Пазвантоглу умира във Видин на 5 (17) февруари 1807 година, след което е наследен от своя ковчежник Идрис Молла.

## Оценки
Размирието на отцепника е пагубно за българите в Подунавието – те страдат от правителствените и сепаратистките османски армии, подложени на грабеж и ангарии. Населението се пръска, напуска домовете си, крие се по горите или минава Дунава. Ломските села Комощица, Расово, Орсоя, Сливата изчезват. Вълчедръм остава само с 12 къщи, Черни връх – с 5 – 6 къщи, Крива бара – с 15 къщи, Ключова махала – с 10 и т.н. Нескончаемите междуособни войни в Османската империя обезлюдяват цялата крайбрежна ивица около Дунава и тези плодородни земи дълго време остават необработвани. Султанът ги населва отново през 1812 – 1820 г. като привлича от Влашко забегнали българи след Чипровското въстание, за да работят изоставените имоти. Така възникват т.нар. „влашки“ села: Лабец, Цибър-Варош, Куле-махла, Калугер-махла, Разград махла и Крумово.
По времето на Осман Пазвантоглу във Видин са построени Кръстатата казарма на еничарите и Джамията на Осман Пазвантоглу с прилежащата библиотека.